# 韋克菲爾德 (伊利諾伊州)
韋克菲爾德（英語：Wakefield）是位於美國伊利諾伊州里奇蘭縣的一個非建制地區。該地的面積和人口皆未知。

## 地理
韋克菲爾德的座標為38°50′24″N 88°14′38″W / 38.84000°N 88.24389°W，而該地的平均海拔高度為150米（即492英尺）。